# Balthasar Münch
Balthasar Münch (* 31. Januar 1821 auf dem Treisfurter Hof nahe  Villmar; † 3. Mai 1885 in Oberscheld) war ein deutscher Mühlenbesitzer, Bürgermeister und Abgeordneter des Provinziallandtages der Provinz Hessen-Nassau.

## Leben
Balthasar Münch war ein Sohn des Balthasar Gottlieb Münch (* 1794), der Hofbeständer (Hofverwalter) auf dem Treisfurter Hof, einer der kurtrierischen Vogteihöfe, war. Seine Mutter war Maria Margarethe Pfeiffer (* 1790).
Nach Ableistung des Militärdienstes in Diez erwarb er eine Mühle in Oberscheld, wo er Gemeindemitglied wurde. 1855 wurde er dort zum Bürgermeister gewählt. Dieses Amt hatte er bis 1871 inne.
In den Jahren von 1864 bis 1885 war er Mitglied des Bezirksrates des Amtes Dillenburg und des Kreistages des Dillkreises.
Von 1871 bis 1884 war er als Vertreter für Karl Leng Mitglied des Nassauischen Kommunallandtages bzw. des Provinziallandtages der Provinz Hessen-Nassau, wo er Mitglied des Wegebau-, Eingaben- und Finanzausschusses war.
Münch wurde vom nassauischen Kommunallandtag für die Jahre von 1879 bis 1881 zum bürgerlichen Mitglied der Oberersatzkommission für den Bezirk der 41. Infanterie-Brigade gewählt.

## Ehrenämter
- Mitglied der Gewerbesteuerkommission
- Mitglied der Feldgerichtshöfe
- Wahlmann zum preußischen Landtag